# Katharina Schurz
Katharina Wilhelmine Prospera Schurz, verheiratete Mauch (* 25. Juni 1839 in Kierling; † 3. Oktober 1906 in Weidling), war eine österreichische Sängerin (Alt).

## Leben
Katharina Schurz’ Eltern waren Theresia Anna Schurz, eine Schwester des Dichters Nikolaus Lenau, und der Beamte und Schriftsteller Anton Schurz. Ihr Vater war Mitglied der Gesellschaft der Musikfreunde in Wien und Katharina Schurz erhielt eine Gesangsausbildung. Nach dem Tod ihres Vaters 1859 begann sie eine Laufbahn als professionelle Bühnensängerin mit Alt-Stimmlage. Sie wurde 1867 Ensemble-Mitglied des Stadttheaters Regensburg. Später trat sie unter anderem in Salzburg auf. Katharina Schurz heiratete den Ingenieur Johann Ferdinand Richard Mauch. Ihr Sohn Richard Mauch, später ein bekannter Maler, wurde 1874 geboren.

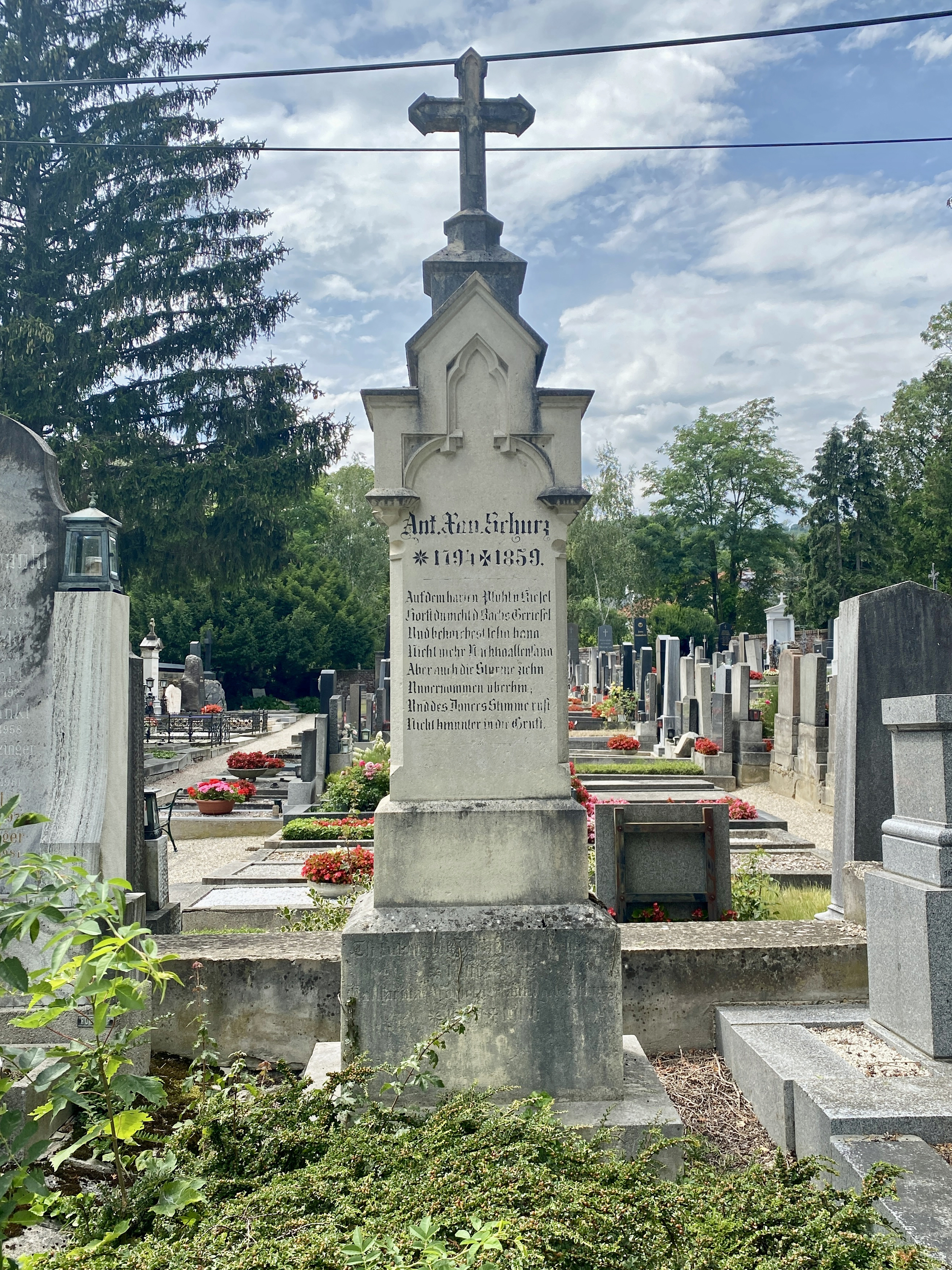
Grab von Katharina Schurz

Sie lebte zuletzt in Weidling bei Wien, wo ihr Vater üblicherweise seine Sommerfrische verbracht hatte. Im Jahr 1895 übertrug sie das Grab ihres Onkels Nikolaus Lenau auf dem Weidlinger Friedhof dem Presseclub Concordia zum „Schutze und der Pflege für jetzt und fernere Zeiten“. Sie selbst starb 1906 im Alter von 67 Jahren und wurde ebenfalls auf dem Weidlinger Friedhof bestattet.